# Gottlob Wilhelm Müller
Gottlob Wilhelm Müller (* 18. September 1790 in Memleben; † 17. Februar 1875 in Groß Salze) war ein deutscher evangelischer Theologe und Pädagoge. 

## Leben
Nach dem Besuch der örtlichen Schule nahm Müller 1811 ein Studium der Theologie in Wittenberg auf, das er 1813 mit der Promotion beendete. 1814 wechselte er an die Universität nach Leipzig über, wo er ein Philologie-Studium begann, das von ihm ein Jahr später ebenfalls mit der Promotion abgeschlossen wurde. In der Folge nahm Müller eine Arbeit als Lehrer und Konrektor an der Lateinschule Torgau auf. Von 1820 bis 1843 war er ihr Rektor. Dank seines Engagements wandelte man die Schule 1825 in ein fortschrittliches Gymnasium um; in diesem Zusammenhang erhielt Müller den Professorentitel. 1843 erfolgte durch ministeriellen Beschluss seine Berufung zum Rektor des Pädagogiums am Kloster Unser Lieben Frauen in Magdeburg. Er löste damit auf Weisung der Magdeburger Regierung Karl Zerrenner im Amt ab. 1856 ernannte König Friedrich Wilhelm IV. von Preußen Müller zum Probst des Klosters, was im Gegensatz zur bisherigen Tradition geschah, nach welcher die Wahl durch den Konvent erfolgte. Dieses Amt übte Müller bis 1867 aus, als er in den Ruhestand trat.
Während seiner Jahre als Rektor und Probst erfuhr das Pädagogium umfangreiche bauliche Veränderungen (Erweiterung des Alumnats, Turnhalle). Das hatte zur Folge, dass die Schülerzahlen sprunghaft anstiegen.
Müller erhielt als Auszeichnung mehrere staatliche Orden. Er blieb zeitlebens unverheiratet.  

## Werke
- Schicksale der Schule 1813–18 (Torgau 1818)
- Einladungsschrift zur Feier des Abschiedes vom alten und der Einweihung des neuen Schulgebäudes ... (Torgau 1835)
- Jahrbuch des Pädagogiums (Magdeburg ab 1844 jährlich)